# Ping (高爾夫)
PING，由挪威裔美國工程師卡斯滕·索爾海姆於1959年成立，是世界知名的高爾夫球具生產商。

## 歷史
- 1959年，索爾海姆對果嶺上推球感到沮喪，於是在自己位於美國加州紅木城家中的車庫開始製作推桿（英语：Putter），並將它命名為「PING 1A」。而PING的名字則來自擊球時發出的聲響。
- 1961年，索爾海姆移居至亞利桑那州鳳凰城。該城市之後便一直成為PING總部的所在地。同年，他開始製造品牌第一套鐵桿（英语：Iron (golf)），並著手研究在鐵桿桿頭後方設置凹洞以提升球桿的容錯性。
- 1962年，美國職業選手約翰·巴諾（英语：John Barnum）在卡真精英賽（英语：Cajun Classic Open Invitational）中使用PING球桿勝出。及後，PING的銷量開始穩步上升。
- 1967年，索爾海姆辭去在通用電氣的正職，並將PING從家中車庫遷往一棟工廠大廈。
- 1969年，使用PING的選手勝出美國名人賽，是首次有選手使用PING贏得四大錦標賽的賽事[1]。
- 2017年，挪威首相埃尔娜·索尔贝格到訪美國，她贈予美國總統特朗普一支PING推桿以示兩國友好的關係[2]。

## 贊助球員
- 巴巴·沃森[3]